# 아사히상
아사히상(일본어: 朝日賞)은 1929년 처음 만들어졌으며, 일본의 신문인 아사히신문과 아사히신문 재단이 일본의 사회나 문화의 발전에 크게 기여한 예술과 학술 분야의 뛰어난 성취를 보인 사람이나 집단에게 수여하는 상이다.
아사히상은 아사히신문 설립 50주년을 축하하기 위해 제정되었다. 오늘날 일본에서는 가장 권위 있는 민간 상 중 하나로 여겨진다.